# Кровь, наглость, пули и бензин
«Кровь, наглость, пули и бензин» (англ. Blood, Guts, Bullets, and Octane) — американский независимый фильм режиссёра Джо Карнахана в жанре кинокомедии с элементами чёрного юмора, снятый компаниями New Wave Films и Lionsgate Entertainment в 1998 году. В главных ролях снялись Джо Карнахан и Дэн Лейс.

## Сюжет
Сиду и Боббу, которые торгуют подержанными машинами, срочно понадобились деньги. Парни уже не знали, что предпринять, когда неожиданно подворачивается одно необычное дело с красным Понтиаком. Двести пятьдесят тысяч за пару дней — это очень круто! Все было так, да не совсем.
Шла очень большая игра, со смертельными ставками. И уже не было пути назад! А когда друзья это поняли, они почувствовали запах денег: они пахли кровью…

## Актёрский состав
| В ролях       |  | Персонаж         |
| ------------- |  | ---------------- |
| Джо Карнахан  |  | Сид Фрэнч        |
| Дэн Лейс      |  | Боб Мельба       |
| Кен Рудулф    |  | Агент ФБР Джаред |
| Дэн Хэрлан    |  | Дэнни Ву         |
| Хью Маккорд   |  | Мистер Рейх      |
| Курт Джонсон  |  | Хилбилли Снайпер |
| Марк С. Аллен |  | Агент ФБР Франкс |

## Критика
На обобщающем критические отзывы ресурсе Rotten Tomatoes из 22 рецензий 45 % положительные, 12 отрицательных. На кинопортале IMDb рейтинг фильма 5,6 на основании 700 голосов, а на Кинопоиске — 6.0.